# 権田琉成
権田 琉成（ごんだ りゅうせい、2000年1月28日 - ）は、東京都世田谷区生まれ、長野県長野市出身のプロ野球選手（投手）。右投右打。オリックス・バファローズ所属。

## 経歴

### プロ入り前
東京都世田谷区生まれ。長野市立共和小学校時代に野球を始め、長野市立川中島中学校では『長野南シニア』でプレー。中学時代は宮澤太成とチームメイトであった。
上田西高校では故障もあり、最速147km/hは計測していたが、3年夏の県大会では背番号11であった。
明星大学に進学すると、主戦になったのは4年時からであったものの、春の首都大学野球二部リーグ戦でチームを優勝に導き、武蔵大との入れ替え戦では完封勝利も挙げた。秋の開幕戦では二部リーグながらプロ5球団のスカウトが視察するなど、注目度が高く、プロ志望届を提出したが、指名漏れとなった。
TDKに入社し、1年目から都市対抗と日本選手権を経験。日本代表に選出された10月の第4回U-23ワールドカップでは、クローザーとして9戦中7戦に登板し、同大会のMVPに輝いた。2年目は6月の都市対抗二次予選東北大会で七十七銀行に敗れたが、9月の日本選手権東北地区最終予選では決勝で七十七銀行と対戦し、9-1で勝利して日本選手権への出場権を獲得した。
2023年10月26日に開催されたドラフト会議にて、オリックス・バファローズから7位指名を受けた。指名後に出場した日本選手権では、ENEOSとの初戦で5回表の途中からリリーフ登板となったが、丸山壮史に満塁本塁打を打たれるなど、2/3回を1安打3失点（自責点0）でチームも敗れた。11月25日に契約金3000万円・年俸700万円（いずれも金額は推定）で仮契約を結んだ。背番号は98。

### オリックス時代
2024年は、10月1日にプロ初の一軍昇格を果たしたが、登板の機会はなかった。二軍では31試合の登板で防御率3.21という成績だった。10月29日に現状維持の推定年俸700万円で契約を更改した。

## 選手としての特徴
最速152km/hのストレートで押す強気のピッチングが持ち味。変化球はスライダー・カットボール・カーブ・スプリットを投じる。

## 詳細情報

### 記録

#### 初記録
投手記録
- 初登板：2025年4月23日、対福岡ソフトバンクホークス5回戦（みずほPayPayドーム福岡）、6回裏に3番手で救援登板、2回1失点
- 初奪三振：同上、6回裏に今宮健太から空振り三振

### 背番号
- 98（2024年[12] - ）